# Kevin McClelland
Kevin William McClelland (* 4. Juli 1962 in Oshawa, Ontario) ist ein ehemaliger kanadischer Eishockeyspieler und derzeitiger -trainer. Der rechte Flügelstürmer absolvierte unter anderem über 600 Spiele in der National Hockey League, den Großteil davon für die Edmonton Oilers, mit denen er vier Stanley Cups gewann und dabei vor allem als Enforcer in Erscheinung trat.

## Karriere

### Jugend
Kevin McClelland wurde in Oshawa geboren und spielte dort in seiner Jugend unter anderem für die Oshawa Legionaires, bevor er zur Saison 1979/80 zu den Niagara Falls Flyers in die Ontario Major Junior Hockey League (OMJHL) wechselte. Nach seinem ersten Jahr bei den Flyers wurde der Angreifer im NHL Entry Draft 1980 an 71. Position von den Hartford Whalers ausgewählt, der Durchbruch in Niagara Falls gelang ihm allerdings erst in der Folgesaison 1980/81: In der mittlerweile umbenannten Ontario Hockey League (OHL) erzielte er in 68 Spielen 108 Scorerpunkte und etablierte sich zugleich als Enforcer, so führte er sein Team in Strafminuten (186) an. Im Juni 1981 waren die Whalers gezwungen, ihn und Pat Boutette als Kompensation an die Pittsburgh Penguins abzugeben, da sie deren Torhüter Greg Millen trotz seines Status als restricted free agent unter Vertrag genommen hatten. Für die Penguins gab McClelland im Dezember 1981 sein Debüt in der National Hockey League (NHL), verbrachte allerdings den Großteil der Saison in der OHL.

### NHL
Mit Beginn der Spielzeit 1982/83 etablierte sich der Kanadier im NHL-Aufgebot der Penguins, fiel allerdings über die Hälfte der Saison aufgrund einer Schulterverletzung aus. In der Folge verlor er seinen Stammplatz wieder und spielte zu Beginn der Saison 1983/84 kurzzeitig für die Baltimore Skipjacks, das Farmteam Pittsburghs, in der American Hockey League (AHL), bevor ihn die Penguins im Dezember 1983 samt einem Sechstrunden-Wahlrecht für den NHL Entry Draft 1984 an die Edmonton Oilers abgaben. Im Gegenzug wechselte Tom Roulston nach Pittsburgh.
Im Trikot der Oilers, einem der aufstrebenden Teams der Liga, verbrachte McClelland in der Folge seine mit Abstand erfolgreichste Zeit in der NHL, so gewann er mit der Mannschaft in den folgenden fünf Jahren vier Stanley Cups. Der Angreifer trat dabei vor allem als Enforcer in Erscheinung, so führte er die Oilers mehrfach, sowohl in regulärer Saison als auch in den Playoffs, in Strafminuten an. Dennoch trug er auch als Scorer zum Erfolg bei, so erzielte er beispielsweise direkt in seinem ersten Jahr das spielentscheidende Tor zum 1:0-Erfolg der Oilers im ersten Spiel des Stanley-Cup-Finals 1984 gegen die New York Islanders. Seinen Karriere-Bestwert stellte er indes mit 36 Scorerpunkten in 70 Spielen in der Saison 1985/86 auf, dem einzigen Jahr, in dem er mit Edmonton nicht siegreich aus den Playoffs hervorging. Nach etwa sechs Jahren wurde McClelland im November 1989 an die Detroit Red Wings abgegeben und hielt zu diesem Zeitpunkt den Franchise-Rekord für die meisten Strafminuten in regulärer Saison (1289) und Playoffs (276). Mit ihm wechselten Jimmy Carson und Edmontons Fünftrunden-Wahlrecht im NHL Entry Draft 1991 nach Detroit, während die Red Wings Petr Klíma, Joe Murphy, Adam Graves und Jeff Sharples nach Edmonton schickten.
In Detroit beendete McClelland die Spielzeit 1989/90 und verlor anschließend bereits seinen Stammplatz in deren NHL-Aufgebot, sodass er die Saison 1990/91 hauptsächlich bei den Adirondack Red Wings in der AHL verbrachte. Ähnlich erging es ihm in den folgenden zwei Jahren bei den Toronto Maple Leafs, denen er sich im September 1991 als Free Agent angeschlossen hatte. Von 18 NHL-Spielen abgesehen wurde er ausschließlich bei den St. John’s Maple Leafs in der AHL eingesetzt, bevor er im August 1993 für eine finanzielle Gegenleistung an die Winnipeg Jets abgegeben wurde. Nach sechs Einsätzen in Winnipeg sowie 40 AHL-Spielen für die Moncton Hawks transferierten ihn die Jets im Juli 1994 zu den Buffalo Sabres, für die er in der Folge nicht mehr in der NHL auflief. Nach 22 Einsätzen in der Spielzeit 1994/95 für deren Farmteam, die Rochester Americans, beendete er seine aktive Karriere. Insgesamt hatte er in der NHL 686 Spiele absolviert und dabei 209 Scorerpunkte sowie 1953 Strafminuten gesammelt.

### Trainerkarriere
Nach einem Hiatus von zwei Jahren begann McClelland seine Trainerkarriere 1997 als Assistenztrainer bei den Barrie Colts in der OHL, bevor er von 1998 bis 2000 die Prince Albert Raiders aus der Western Hockey League als Cheftrainer anführte. Anschließend kehrte er zu den St. John’s Maple Leafs in die AHL zurück und betreute das Team von 2000 bis 2005 als Assistenztrainer. Zur Spielzeit 2005/06 übernahm der Kanadier seine erste Position als Cheftrainer im Profi-Bereich, als er zu den Memphis RiverKings in die Central Hockey League (CHL) wechselte. In der CHL war er als Headcoach in der Folge auch für die Colorado Eagles (2008–2010) sowie die Wichita Thunder (2010–2014) tätig, wobei er letztere noch bis 2016 in der ECHL betreute. Zur Spielzeit 2016/17 kehrte McClelland schließlich ins Junioren-Eishockey zurück und übernahm die West Coast Renegades, ein Nachwuchsteam aus Utah.

## Erfolge und Auszeichnungen
- 1984 Stanley-Cup-Gewinn mit den Edmonton Oilers
- 1985 Stanley-Cup-Gewinn mit den Edmonton Oilers
- 1987 Stanley-Cup-Gewinn mit den Edmonton Oilers
- 1988 Stanley-Cup-Gewinn mit den Edmonton Oilers
- 2007 Commissioner’s Trophy
- 2012 Commissioner’s Trophy

## Karrierestatistik
(Legende zur Spielerstatistik: Sp oder GP = absolvierte Spiele; T oder G = erzielte Tore; V oder A = erzielte Assists; Pkt oder Pts = erzielte Scorerpunkte; SM oder PIM = erhaltene Strafminuten; +/− = Plus/Minus-Bilanz; PP = erzielte Überzahltore; SH = erzielte Unterzahltore; GW = erzielte Siegtore; 1 Play-downs/Relegation; Kursiv: Statistik nicht vollständig)